# Zeidelrecht
Das Zeidelrecht ist ein älteres Regal, das dem Inhaber erlaubte, Bienen und Bienenschwärme im eigenen oder fremden Wald zu halten. Der Begriff leitet sich vom Wort „zeideln“ (Honig schneiden) ab. Der Inhaber, der Zeidler, konnte nach Maßgabe seiner Zunft Waldbienenwirtschaft betreiben, denn die Bienen standen als Tiere des Waldes im Eigentum des jeweiligen Landesherren und wer sich an einem von dessen mit Honigbienen besetzten Baum zu schaffen machte, konnte Leben und Besitz verlieren. Erste Übertragungen dieser Rechte sollen gegen 1000 stattgefunden haben.
Das Zeidelrecht hat in das moderne Privatrecht keinen Einzug gewonnen. Die sogenannte Bienenparagrafen (§ 961–§ 964 BGB) erwähnen ein Zeidelrecht oder ein vergleichbares Recht nicht. Da das EGBGB das Zeidelrecht als solches nicht explizit aufgehoben hat, befindet es sich weiterhin als gemeines Recht in Kraft, findet aber keine tatsächliche Anwendung mehr, da Bienenwirtschaft nur noch durch Imker betrieben wird.